# Тодор Поповић
Тодор Поповић (Мајдан, 2. март 1842 — Београд, 21. фебруар 1914) је био српски официр. Војну академију Кнеза Милоша завршио је као пети у рангу.

## Биографија
Од 1860 до 1873. обављао је војне дужности. Учествовао је у аустријско-пруском рату под командом Ђорђа Стратимировића. Био је издавач ђачког листа Зора. Био је лични секретар министра војног Косте Протића. Оженио се Калиопом ћерком трговца Ђорђа Луча. Био је учесник и српско-турских ратова, и првог српско-бугарског рата. Након ратова био је начелник пиротског округа, управник Војне штампарије и начелник контролног одељења Министарства војног. Имао је чин резервног артиљеријског поручника. Његов најмлађи син Велизар је починио самоубиство 16. августа 1910. Његов лични фонд и списи налазе се у Историјском архиву у Пироту.

## Дела
- Одговор на примедбу уредништва Јединства у 37. броју 1869. године - писма (1869)
- Летимични поглед на прошлост и садашњост Србије (1871)
- Нешто о чиновницима или покушаји да се стање младих чиновника поправи (1873)
- Несрећни - приповетке за оне којима није историја (1874)
- Рат и успомена (1901)[3]
- Бледе успомене мог живота (1996) приредила Борислава Лилић
- Мемоари српско бугарски рат 1885 (рукопис, није објављено)